# Nuevo Orden (Venezuela)
Nuevo Orden (NOR) fue un partido político venezolano nacionalista de extrema derecha con tendencias fascistas y anticomunistas, que provenía del movimiento estudiantil de corte perezjimenista Poder Nacionalista (PN) de la Universidad Central de Venezuela, el cual en 1973 se integró al Frente Unido Nacionalista (FUN) por pocos meses, separándose del mismo poco antes de las elecciones presidenciales de ese año. Fue fundado como partido de carácter nacional en Caracas el 12 de enero de 1974. Liderado en un principio por Miguel Cevedo Marín, en 1978, Félix Díaz Ortega se convierte en líder de la organización, quien llegó a ser simpatizante del nazismo.

## Historia
Su sede nacional estaba ubicada en la Avenida Baralt de Caracas, donde participó en actividades estudiantiles, sindicales y de organización. El NOR tenía presencia en más de 15 estados del país, teniendo sus bastiones más fuertes en Caracas, Miranda, Delta Amacuro, Yaracuy, Falcón, Carabobo y Lara. 
El partido participó en varias elecciones nacionales y regionales, siendo su debut en las elecciones nacionales de 1973 que se presentó como partido nacional, sin embargo, al ser declarado como tal en fecha posterior a las postulaciones presidenciales, no pudo tener una tarjeta para presentar al candidato presidencial; sin embargo, en 1978, al postular posteriormente al abanderado del partido Acción Democrática, Luis Piñerúa Ordaz, varios dirigentes instigados por Díaz Ortega (quien todavía no era miembro de la organización) se separaron en una fórmula distinta representada por el candidato del partido Copei, Luis Herrera Campins.

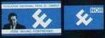
Logo del partido en la boleta de votación de 1988.

Es importante destacar que a pesar de haber logrado unos cientos de votos en 1973, luego en 1974, en las elecciones regionales y tras una meteórica legalización nacional, la organización logra conseguir más de 10 000 votos, siendo ésta cifra la más alta lograda en su historia. En las elecciones de 1988, el partido presentó la candidatura de José de la Trinidad Rojas Contreras, bajo la Coalición Nacional para el Cambio, integrada por el propio NOR y el Araguaney Movimiento Independiente (AMI); en los siguientes comicios, de 1993, se presenta el mismo Félix Díaz Ortega como candidato presidencial, logrando pobres resultados. En 2001 llegó a participar junto a movimientos opositores del gobierno de Hugo Chávez en manifestaciones. En 2002, se decidió su disolución en una resolución administrativa del Consejo Nacional Electoral (CNE).
En 1995 cuando el Frente Nacional de Jean-Marie Le Pen pasó a convertirse en la tercera fuerza política de Francia, Nuevo Orden estrechó lazos con el FN francés, sin embargo, siempre fueron más frecuentes con la Falange Española de las J.O.N.S. y con Fuerza Nueva. La Universidad de Tel Aviv acusó a Nuevo Orden en 1997 de diseminar propaganda antisemita en Caracas, específicamente en la Sinagoga Tíferet Israel, ubicada en Los Palos Grandes, con grafitis con frases de odio como «muerte a los judíos» y «tengo un crematorio en mi bolsillo», haciendo referencia al Holocausto.

## Resultados electorales

### Presidenciales
|  | 0.02 % |

|  | 0.02 % |

|  | 0.01 % |